# غونزالو رويز
غونزالو رويز (28 أبريل 1988 - ) (بالإسبانية: Gonzalo Ruiz de la Cruz)‏ هو لاعب كرة طائرة المكسيك. شارك في الكرة الطائرة في الألعاب الأولمبية الصيفية 2016.

## وصلات خارجية
- غونزالو رويز على موقع عالم الكرة الطائرة (الإنجليزية)
- غونزالو رويز على موقع أوليمبيديا (الإنجليزية)